# Classe Sachsen (2001)
Pour les articles homonymes, voir Classe Sachsen (1877).
La classe Sachsen est une classe de frégates de défense aérienne en service dans la Deutsche Marine. Sa conception est inspirée de la Classe Brandenburg mais avec des fonctionnalités furtives améliorées conçues pour tromper les capteurs radars et acoustiques de l'adversaire. La classe comprend un radar multifonction avancé APAR et un radar à longue portée SMART-L, censé être capable de détecter les avions furtifs et les missiles furtifs.
Les Sachsen remplacent la classe Lütjens de la marine allemande. Elles sont similaires aux De Zeven Provinciën néerlandaises, en ce que les deux utilisent un système de lutte antiaérienne principal commun construit autour des radars APAR et SMART-L ainsi que des missiles sol-air SM-2 Block IIIA et Evolved Sea Sparrow Missile (ESSM).
Le gouvernement allemand a passé un contrat pour trois navires en juin 1996 avec une option sur un quatrième qui devait provisoirement s'appeler Thüringen, mais l'option pour ce quatrième navire n'a pas été retenue. Avec 2,1 milliards d'euros pour les trois navires, la classe était l'un des programmes de construction navale les plus coûteux de la marine allemande.

## Conception
Après la réunification de l'Allemagne en 1990, à la fin de la guerre froide, la marine allemande a poursuivi le programme de construction de l'ancienne Bundesmarine (marine fédérale), qui prévoyait une flotte centrée sur les destroyers et les frégates. La classe Sachsen est le deuxième groupe de frégates à avoir été construit après l’unification, à la suite de la classe Brandebourg initiée au début des années 1990. Les trois Sachsen ont remplacé les anciens destroyers Lütjens qui avaient plus de trente ans.

### Caractéristiques générales et machines

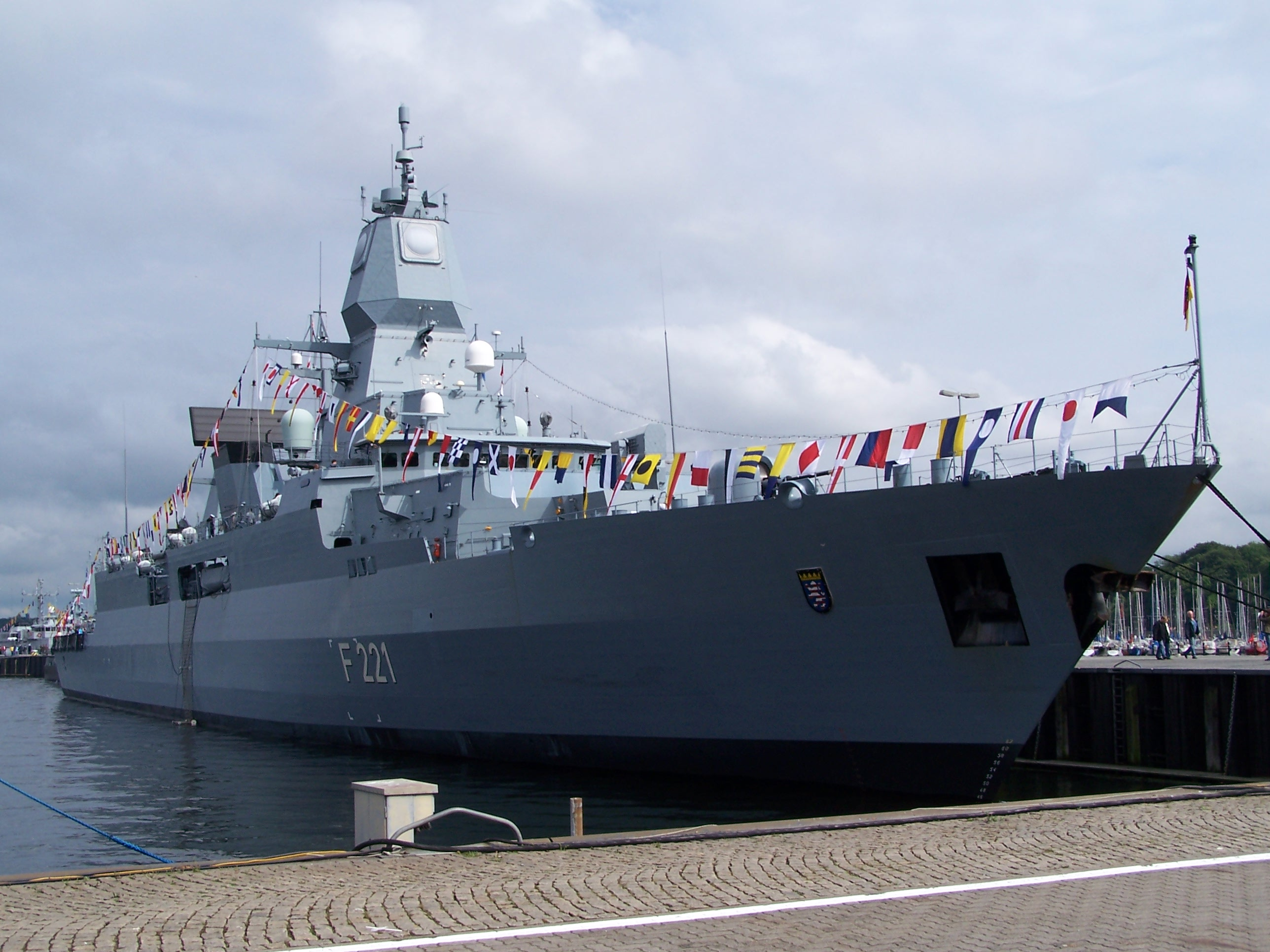
Le Hessen à la Semaine de Kiel en 2007

Les bâtiments de la classe Sachsen font 132,15 m de long à la ligne de flottaison et 143 m de longueur hors tout . Ils ont un maître-bau de 17,44 m et un tirant d'eau de 5 m, mais ce dernier est de 7 m en comptant l’arc bulbeux du sonar. Ils déplacent 5 690 tonnes à pleine charge. La direction est contrôlée par un gouvernail unique stabilisé par roulis ; les navires ont un rayon de braquage de 570 m. Les frégates ont un équipage de 38 officiers, 64 officiers mariniers  et 140 quartiers-maîtres et matelots. Ils peuvent héberger 13 officiers et marins supplémentaires pour l’état-major d’un commandant d’escadron et disposent d'un quartier pour les membres d'équipage féminins. Les navires peuvent rester en mer pendant 21 jours d'affilée.
Les coques des navires ont été conçues sur le modèle de l'ancienne classe Brandenburg pour permettre une grande uniformité des pièces afin de réduire les coûts de maintenance. Ils ont été construits en utilisant la construction modulaire MEKO et incorporent sept compartiments étanches. La principale amélioration apportée par rapport aux navires précédents est la réduction significative de la signature radar. Les navires ont été conçus pour une capacité de 270 tonnes supplémentaires pour permettre l’ajout futur de nouvelles armes et de nouveaux capteurs sans compromettre l’efficacité des navires.
Les navires de la classe Sachsen sont équipés d'un système de propulsion combiné diesel et gaz (CODAG). Les deux arbres de commande fonctionnent indépendamment. Les moteurs diesels sont installés dans une capsule insonorisée et non praticable. Les arbres entraînent deux hélices à pas variable à cinq pales. La turbine à gaz LM2500 PF / MLG de General Electric a une puissance nominale de 31500 ch et les moteurs diesels MTU 20V 1163 TB93 fournissent une puissance combinée de 20100 ch. Le total de 51 600 ch fournit une vitesse maximale de 29 nœuds lorsqu’ils utilisent uniquement des moteurs diesels, les navires peuvent parcourir 4 000 NM à une vitesse de 18 nœuds. Les navires sont équipés de générateurs diesels de 4 000 kW qui fonctionnent à 400 V et 115 V.
La direction est contrôlée par le système Rudder Roll, qui communique des informations sur la position du navire et des signaux d’amortissement du gouvernail, ce qui permet aux navires une « stabilité sans précédent » aussi haut que l’état de mer de force 5.

### Armement

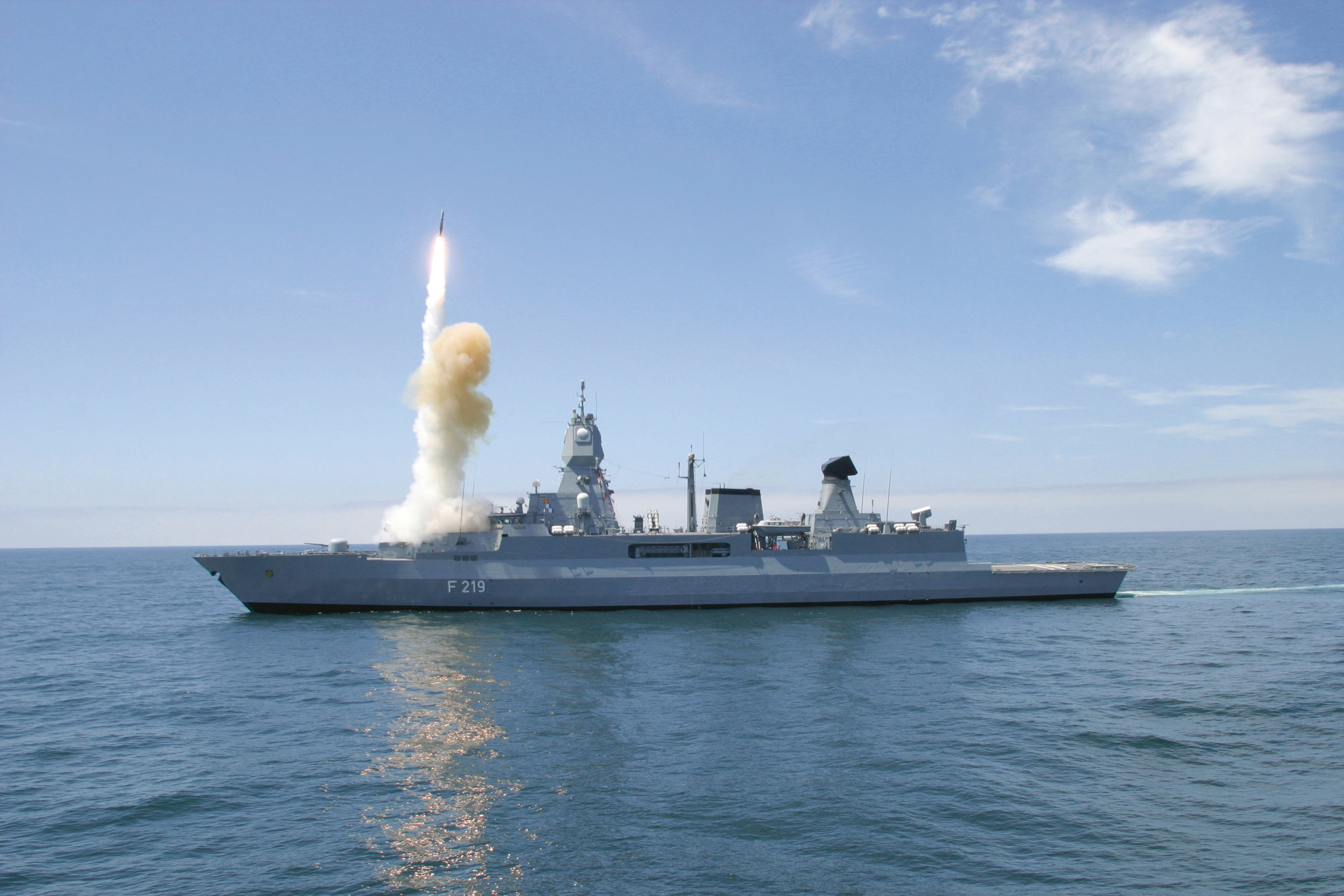
Le Sachsen lançant un missile SM-2

Ces navires ont été optimisés pour le rôle de lutte antiaérienne. La principale arme antiaérienne est le système de lancement vertical Mk 41 Mod 10 à 32 cellules, équipé de vingt-quatre missiles SM-2 Block IIIA et de trente-deux missiles Evolved Sea Sparrow. La défense ponctuelle contre les missiles de croisière est assurée par une paire de lanceurs de missiles à structure tournante de 21 cellules. Les bâtiments sont également équipés de deux lanceurs de missiles antinavires Harpoon RGM-84 à quatre cellules. En 2013, la marine allemande a envisagé de modifier le radar de recherche à longue portée des navires pour permettre aux missiles SM-2 d'être utilisés comme missiles antibalistiques.
Pour se défendre contre les sous-marins, les frégates embarquent deux triple-lanceurs pour les torpilles MU90 Impact de 324 mm de diamètre.

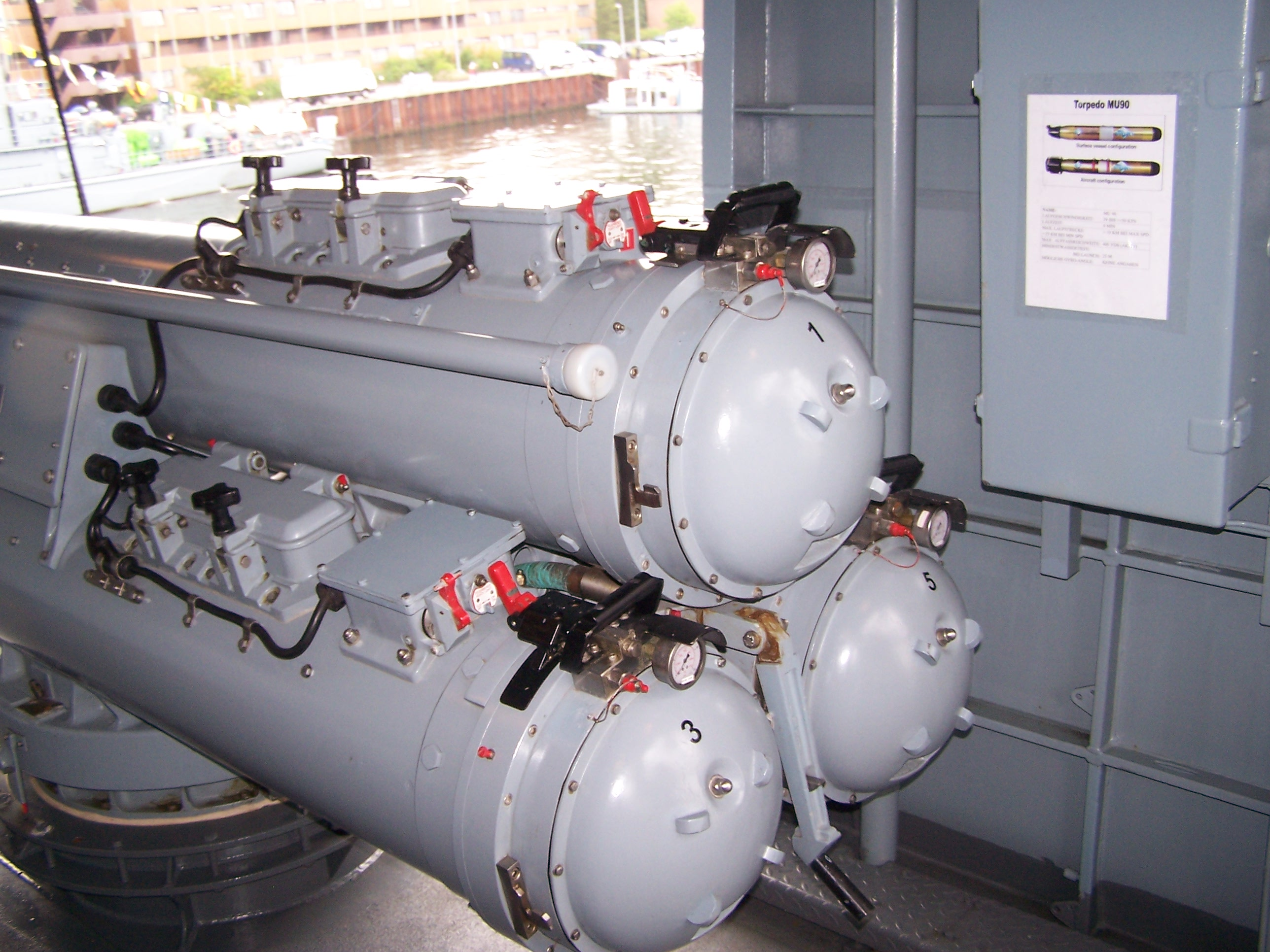
Triple tubes lance-torpilles MU90 Impact à bord de la frégate Hessen (F221) de la Deutsche Marine.

Ils sont également armés d'une variété de canons : un canon à double usage de calibre 62 et un 76 mm fabriqué par OTO Melara et deux autocanons MLB 27 Rheinmetall télécommandés de 27 mm.
En janvier 2003, le Hamburg possédait une tourelle Panzerhaubitze 2000 modifiée avec un canon de calibre 155 mm, canon adapté expérimentalement pour le concept d'artillerie navale modulaire. L’expérience consistait en une étude de faisabilité de la frégate en projet de classe F125. Le canon avait une portée de 40 NM et une cadence de tir de 10 coups par minute.
Le Sachsen et ses navires jumeaux sont équipés d'un pont d'envol et d'un hangar pouvant accueillir deux hélicoptères Super Lynx ou NH90. Le pont d'envol est conçu pour accueillir un hélicoptère de 15 t dans des conditions de mer allant jusqu'à force 6 (très forte). Le système de manutention d'hélicoptère de MBB-Förder und Hebesysteme utilise des bras guidés par laser et contrôlés par ordinateur pour sécuriser l'hélicoptère après l'atterrissage.

### Capteurs et contre-mesures

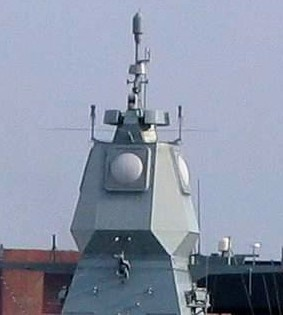
Le radar APAR

Pour ce rôle, les navires sont équipés d'un ensemble avancé de capteurs et d'armes. Les principaux capteurs pour ce rôle sont le radar de surveillance à longue portée SMART-L et le radar multifonction APAR. Le SMART-L et l'APAR sont très complémentaires, en ce sens que SMART-L est un radar à bande L offrant une surveillance à très longue distance, tandis que l'APAR est un radar à bande X offrant un suivi précis de la cible, une capacité de recherche d’horizon très performante et un guidage de missile. La technique d’éclairage à onde continue interrompue (ICWI), permettant ainsi le guidage simultané de 32 missiles à guidage radar semi-actifs en vol, dont 16 en phase de guidage terminal,. Les navires sont également équipés de deux radars de navigation ARN STN Atlas 9600-M.

### Effort de modernisation
En 2013, Atlas Elektronik et Thales Deutschland ont obtenu un contrat pour moderniser le système de commandement des frégates, le projet devant être achevé d’ici 2017.

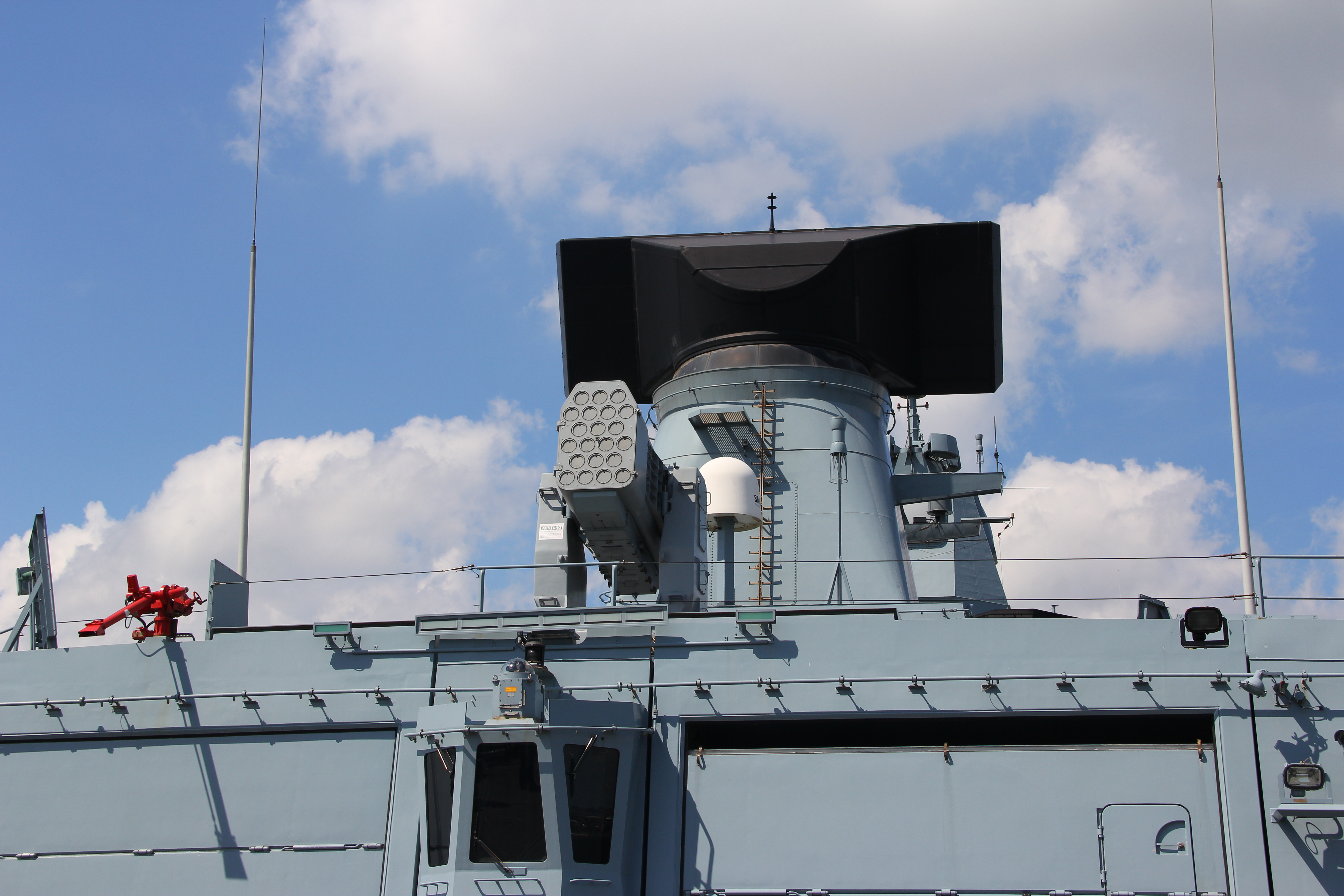
radar SMART-L, frégate Hamburg

En août 2021, l’agence d’approvisionnement des forces armées allemandes (BAAINBw) a attribué un contrat aux entreprises allemandes et israéliennes Hensoldt et IAI, en vertu duquel les frégates de la classe Sachsen verront leur radar SMART-L obsolète remplacé par un nouveau système radar AESA de modèle TRS-ROT 4D/LR. Il sera capable de suivre des cibles "très petites et manœuvrables" à des distances de 400 km pour les cibles aériennes et 2000 km pour les cibles en orbite terrestre. Cela comprend les missiles balistiques à longue portée, ce qui permet à l’Allemagne de participer aux efforts de défense antimissiles balistiques de l’OTAN. Il n’est pas prévu d'armer les navires de missiles antibalistiques comme le SM-3. Les systèmes d'identification ami-ennemi (sigle IFF en anglais) des navires seront également modernisés.
Avant le début de l’installation de ces trois radars embarqués, une première unité sera installée en 2023 dans une installation côtière près de l’École navale de technologie de Parow, dans l’État de Mecklembourg-Poméranie-Occidentale, à des fins de formation et d’évaluation. Le premier navire devrait voir son radar installé en 2024 et les trois navires devraient avoir été équipés du nouveau système d’ici 2028. Le même système Hensoldt/IAI a également été choisi par l’armée de l’Air allemande pour remplacer ses radars stationnaires HR-3000 - ou HADR (Hughes Air Defense Radar) - d’alerte rapide.

## Navires
| Numéro de coque | Nom       | Indicatif radio    | Construction           | Pose de la quille  | Lancement          | Livraison          | Entrée en service  | Sort               |
| --------------- | --------- | ------------------ | ---------------------- | ------------------ | ------------------ | ------------------ | ------------------ | ------------------ |
| F219            | Sachsen   | DRAA               | Blohm + Voss, Hambourg | 1er février 1999   | 20 janvier 2001    | 29 novembre 2002   | 31 décembre 2003   | En service         |
| F220            | Hamburg   | TERNE              | HDW, Kiel              | 1er septembre 2000 | 16 août 2002       | Septembre 2004     | 13 décembre 2004   | En service         |
| F221            | Hessen    | DRAC               | Nordseewerke, Emden    | 14 septembre 2001  | 26 juillet 2003    | 7 décembre 2005    | 21 avril 2006      | En service         |
| (F222)          | Thüringen | option non retenue | option non retenue     | option non retenue | option non retenue | option non retenue | option non retenue | option non retenue |

## Historique du service

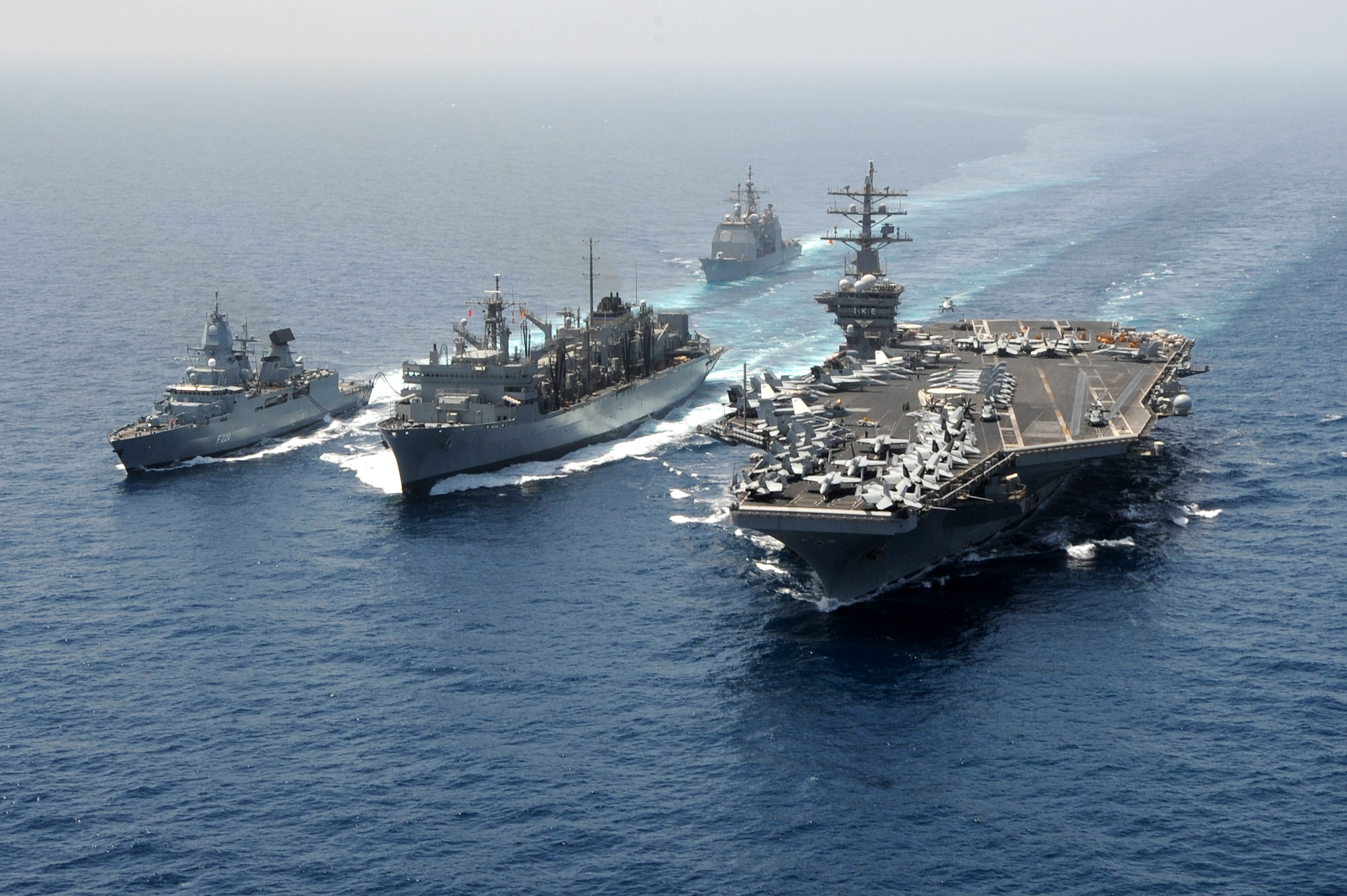
Ravitaillement du Hamburg par le avec le à droite et le en arrière-plan

En août 2004, le Sachsen a mené à bien une série de tirs de missiles réels sur la rampe de lancement de missiles de Point Mugu au large de la côte californienne, qui comprenait un total de 11 missiles ESSM et de 10 missiles SM-2 Block IIIA. Les tests comprenaient des tirs contre des drones cibles tels que le BQM-74E Chukar III et le BQM-34S Firebee I, ainsi que contre des cibles de missiles tels que le AQM-37C Jayhawk et les missiles anti-navires Kormoran 1 aéroportés. En 2004, alors qu'il était au service de la Force maritime permanente de l'OTAN 1, Sachsen a participé à des opérations d'entraînement avec le porte-avions USS Enterprise. Les opérations avec les groupes aéronavals américains se sont poursuivies au cours de la décennie suivante. Hessen a participé à des exercices d'interopérabilité avec le porte-avions USS Harry S. Truman en 2010, avant de partir en Méditerranée. En outre, le Hamburg est devenu le premier navire allemand à intégrer pleinement un groupe aéronaval américain en mars 2013.
Depuis 2006, les trois bâtiments de la classe Sachsen sont affectés à l'Einsatzflottille 2 et sont basés à Wilhelmshaven, aux côtés des quatre frégates de la classe Brandebourg formant la 2e Fregattengeschwader.
Le Hessen a servi de vaisseau amiral à la Force maritime permanente 1 de l'OTAN en janvier 2013. Cette année-là, Atlas Elektronik et Thales Deutschland ont signé un contrat de modernisation des trois frégates de classe Sachsen. Le projet devrait être achevé d'ici à 2017. En mars 2015, Hessen et les frégates Karlsruhe et Brandenburg ont participé à l'opération Good Hope, un exercice d'entraînement mené avec la marine sud-africaine.
Le 26 février 2024, le Hessen effectue lors de l'opération Aspide la première utilisation d'armes réelles au combat par la marine allemande depuis sa reformation en ratant avec deux RIM-66 Standard un drone non identifié se révélant être un General Atomics MQ-9 Reaper américain puis le 27 février abattant deux drones aériens Houtis visant le trafic maritime en Mer Rouge. l’un avec son canon de 76 mm, l’autre avec un RIM-116 Rolling Airframe Missile.

### Exportations
Des rumeurs sont apparues en juillet 2013 selon lesquelles Israël aurait accepté d'acheter deux destroyers à l'Allemagne pour un milliard d'euros. Selon ces rumeurs, ces navires appartiendraient à la classe Sachsen,. En date de 2024, cela ne s'est pas concrétisé.

## Galerie

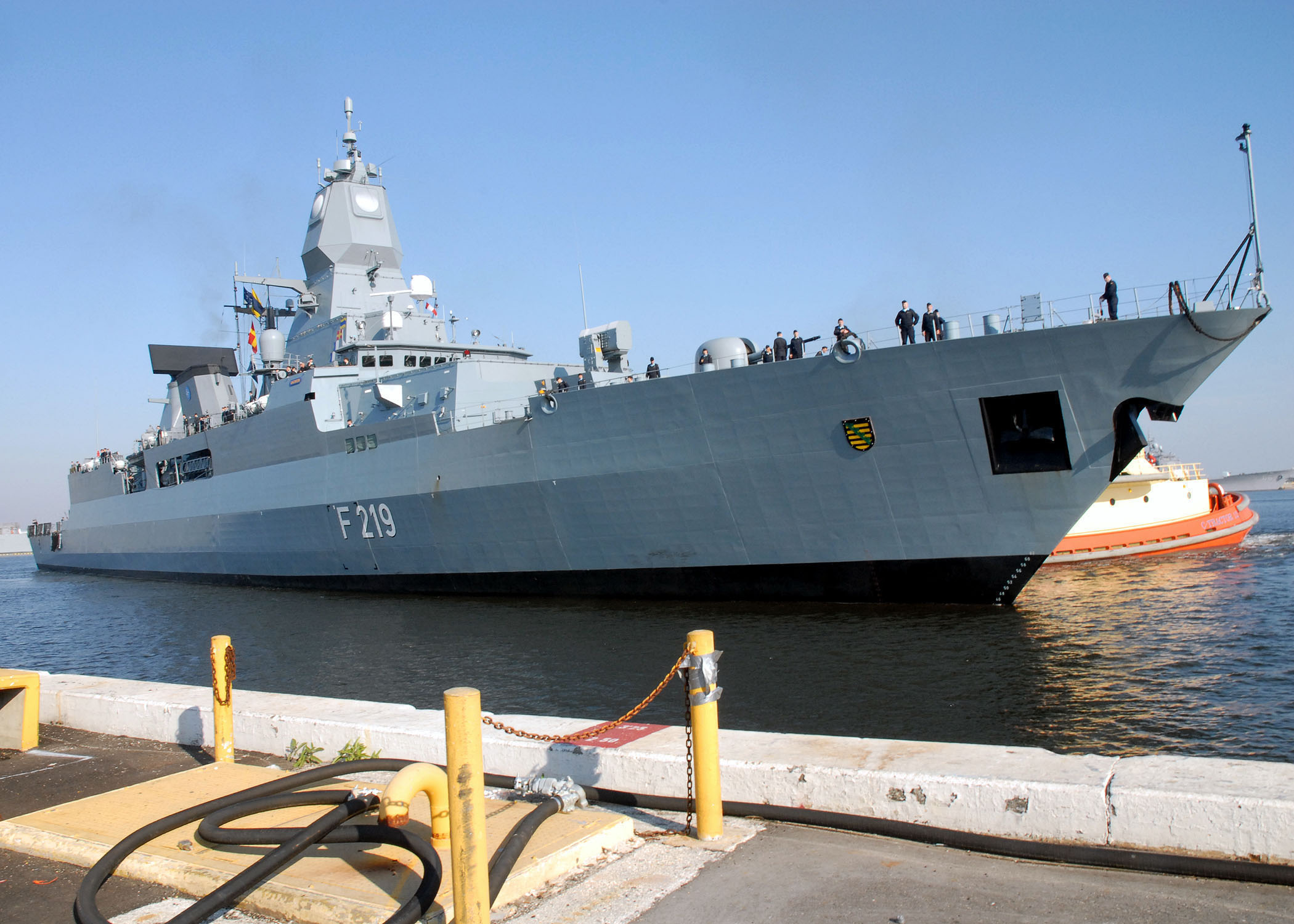
Frégate F219 Sachsen
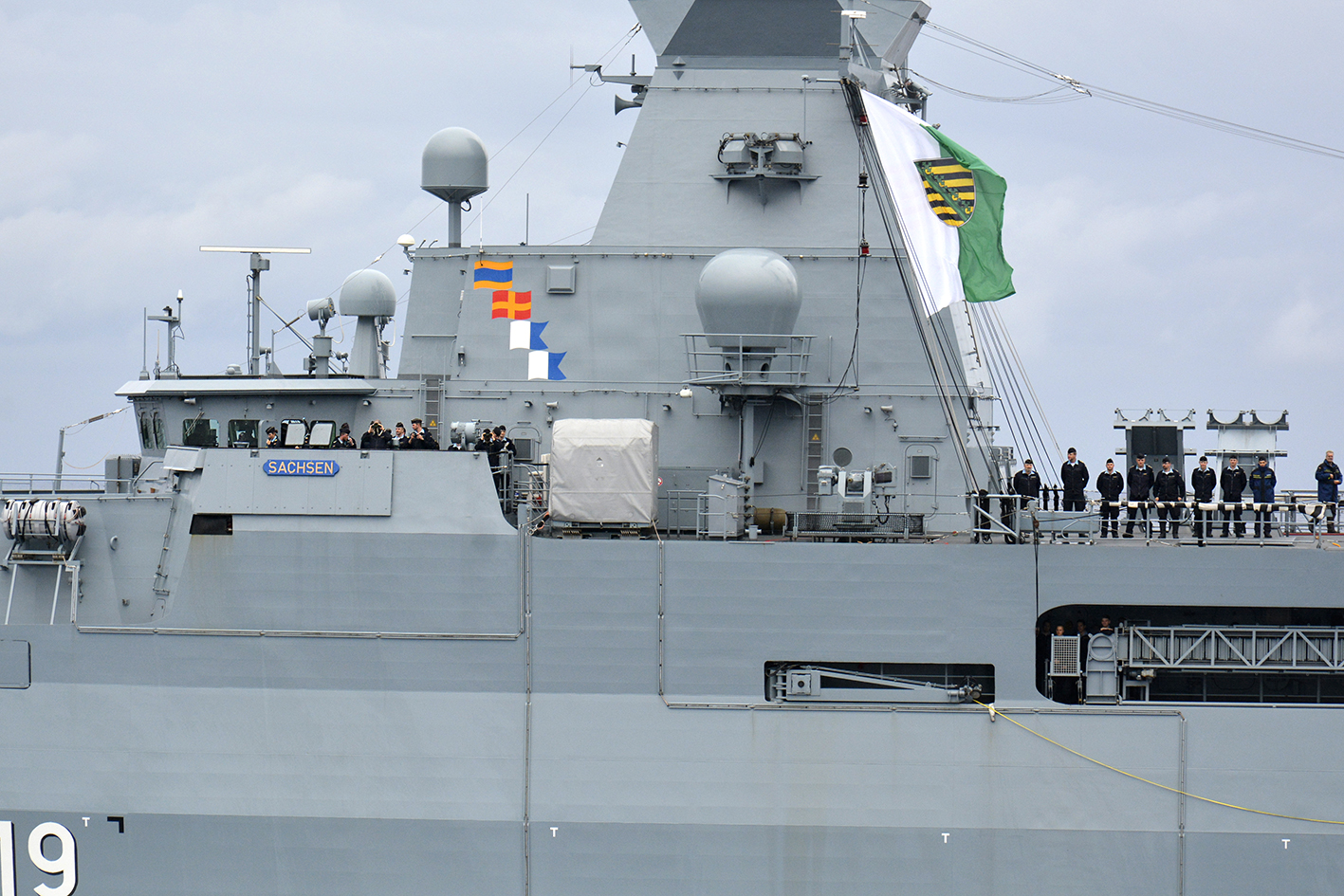
tour de la frégate Sachsen
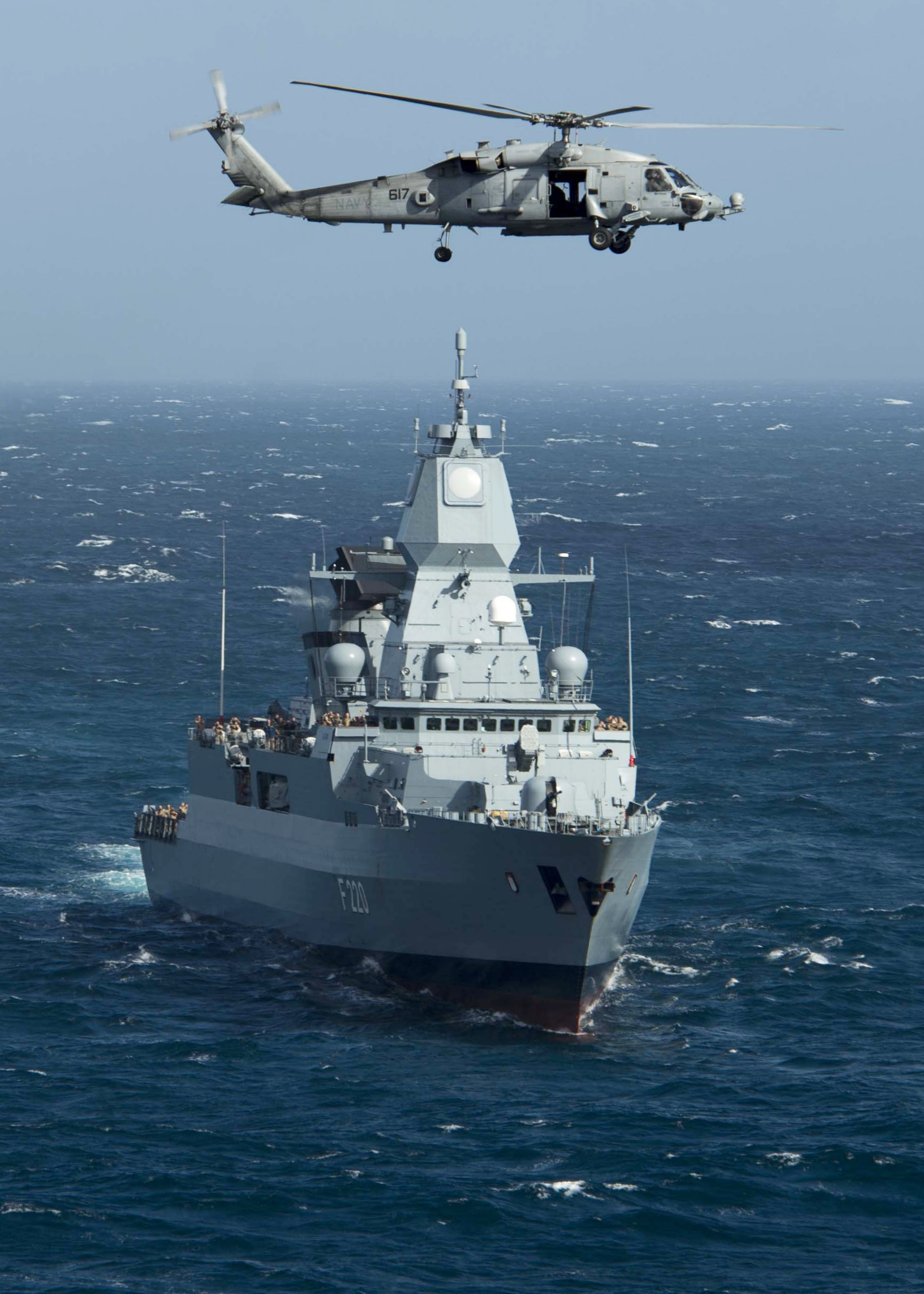
Frégate F220 Hamburg et hélicoptère HH-60H
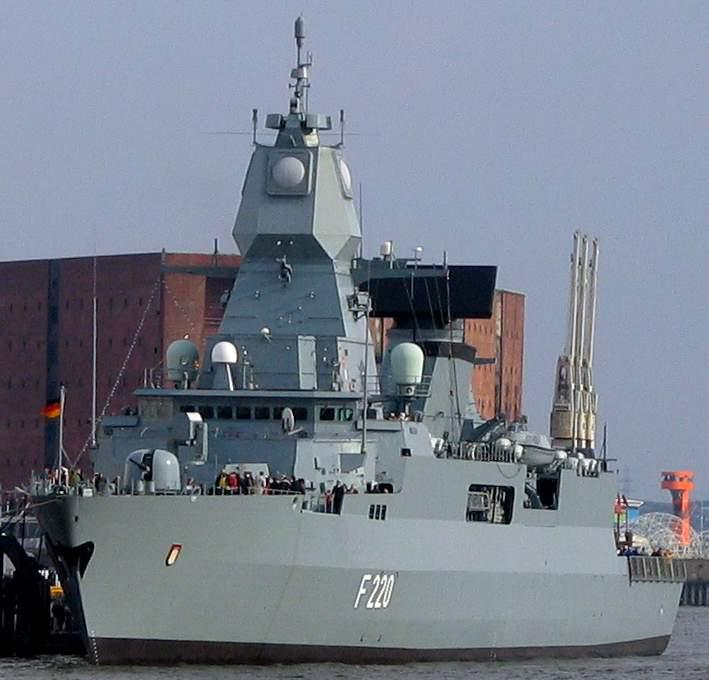
Frégate F220 Hamburg
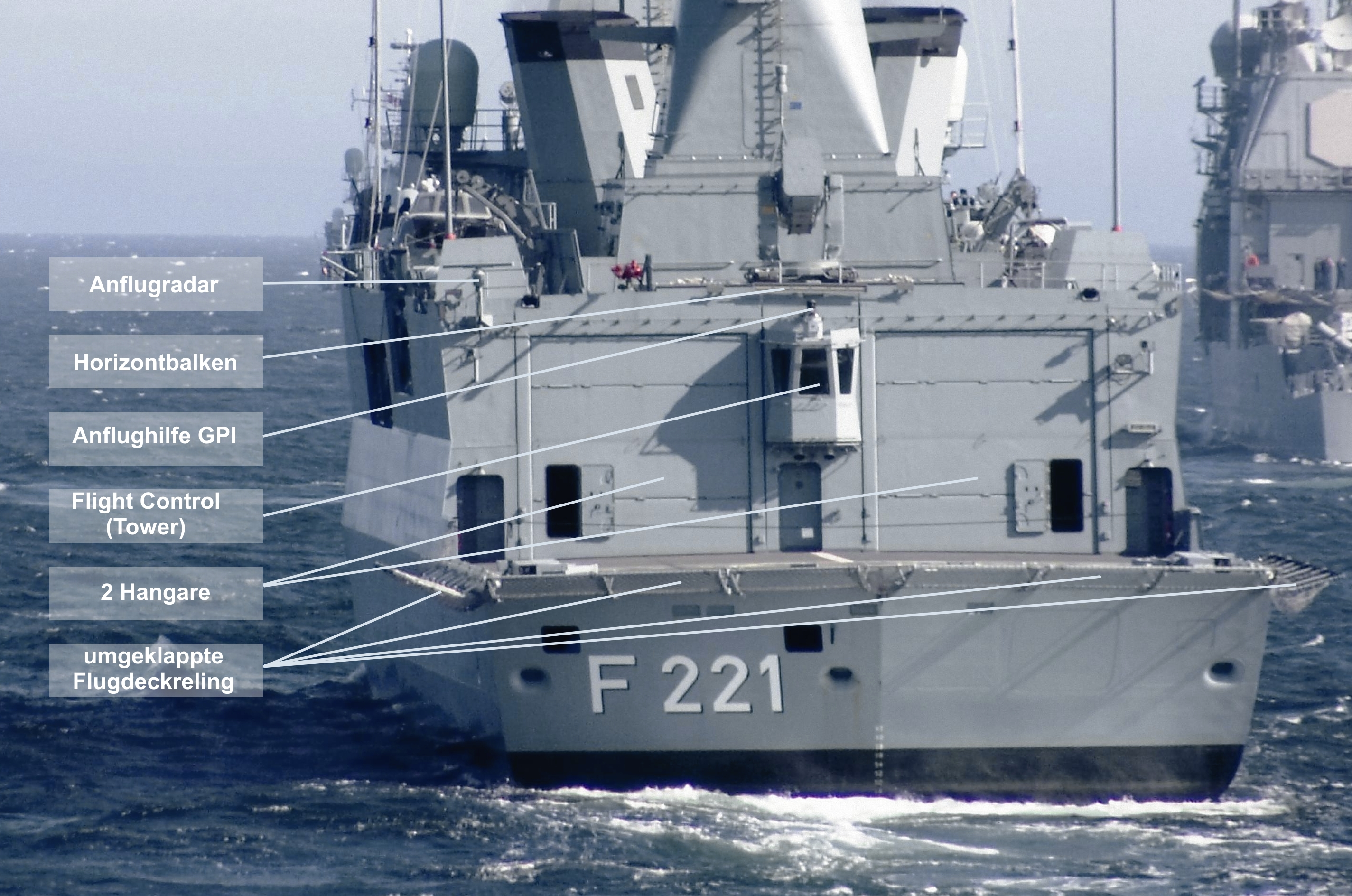
Pont d'envol de la frégate F221 Hessen
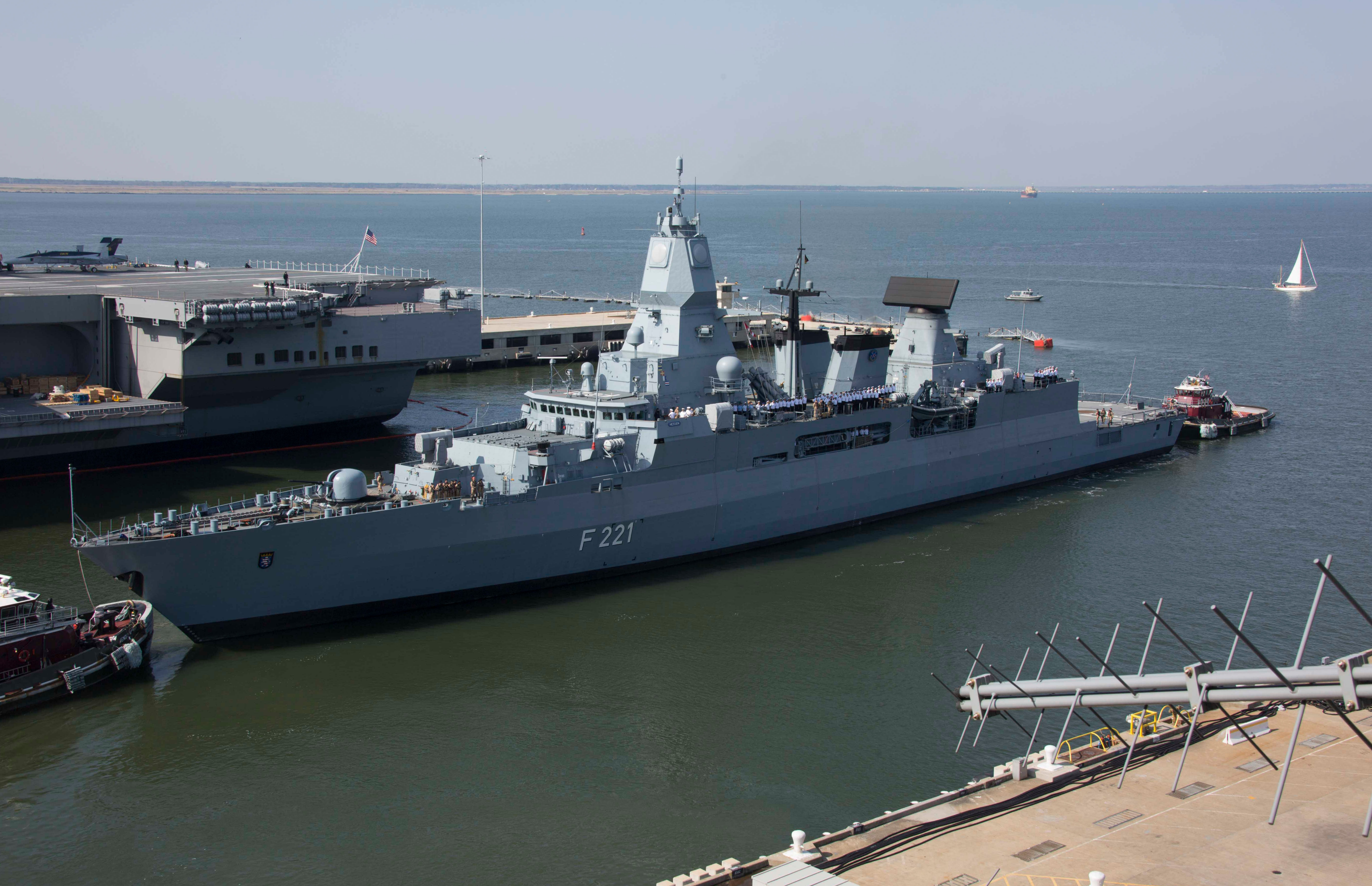
Frégate F221 Hessen

## Navires similaires
- Classe Álvaro de Bazán, Espagne
- Classe De Zeven Provinciën, une classe néerlandaise de frégates comparables
- Classe Baden-Württemberg, une autre classe de frégates allemandes
- Frégate polyvalente FREMM, collaboration franco-italienne
- Classe Fridtjof Nansen, Norvège
- Classe Iver Huitfeldt, Danemark
- Type 26, une conception britannique équivalente